# Nonlygus nubilatus
Nonlygus nubilatus är en insektsart som först beskrevs av Knight 1917.  Nonlygus nubilatus ingår i släktet Nonlygus och familjen ängsskinnbaggar. Inga underarter finns listade i Catalogue of Life.